# Straßenradsport-Weltmeisterschaften 1981
Die Straßenradsport-Weltmeisterschaften 1981 fanden vom 26. bis 30. August in der tschechoslowakischen Hauptstadt Prag statt.

## Renngeschehen
Ausgangspunkt der Straßenrennen war das Strahov-Stadion für einen Rundkurs über 13,4 Kilometer. Die Frauen mussten diese Strecke viermal, die männlichen Amateure 14-mal und die Profis 21-mal bewältigen. Der Kurs hatte wenige Steigungen, aber viele Kurven, war aber nach Meinung der Experten zu leicht und nicht selektiv. Die Strecke für das Mannschaftszeitfahren führte von Prag nach Štěchovice über eine Strecke entlang der Moldau, Ausgangspunkt war die Tatra-Smíchov-Halle.
Der Belgier Freddy Maertens wurde zum zweiten Mal nach 1976 Weltmeister der Berufsfahrer. Er konnte den Sprint einer 26-köpfigen Gruppe vor Giuseppe Saronni und dem Titelverteidiger Bernard Hinault gewinnen. Von 112 gestarteten Fahrern erreichten 69 das Ziel. Zehn bundesdeutsche Sportler waren am Start, fünf kamen in die Wertung, von denen Klaus-Peter Thaler mit Platz zwölf das beste Ergebnis erzielte.
Positiv für das Aufgebot des Bundes Deutscher Radfahrer war der Weltmeistertitel für die erst 16-jährige Aktive Ute Enzenauer im Straßenrennen der Frauen, bei dem 75 Fahrerinnen gestartet waren. Beate Habetz wurde Sechste, Ines Varenkamp 14, beide ebenfalls vom bundesdeutschen Team. Die Zeitschrift Radsport, die sich noch in einigen Jahren zuvor eher kritisch über Frauenradsport geäußert hatte, bestätigte nun „die stetige Aufwärtsentwicklung, die der Damenradsport in der Bundesrepublik genommen hat. Seit 1978, seit die Frauenwettbewerbe regelmäßig beschickt werden, gab es stets eine Medaille für die Fahrerinnen um Bundestrainer Klaus Jörden“.
Im Straßeneinzelrennen der Amateure gewann Andrej Wedernikow aus der Sowjetunion. Das Mannschaftszeitfahren gewann der Vierer der DDR, während der bundesdeutsche Straßenvierer enttäuschend nur den 15. Platz belegte.

## Ergebnisse

### Frauen
Straßeneinzelrennen über 53,6 km 
| Platz | Athlet           | Land | Zeit         |
| ----- | ---------------- | ---- | ------------ |
| 1     | Ute Enzenauer    | GER  | 1:30:02 h    |
| 2     | Jeannie Longo    | FRA  | gleiche Zeit |
| 3     | Connie Carpenter | USA  | gleiche Zeit |

### Männer – Profis
Straßeneinzelrennen über 268 km
| Platz | Athlet           | Land | Zeit                    |
| ----- | ---------------- | ---- | ----------------------- |
| 1     | Freddy Maertens  | BEL  | 7:21:59 h (38,200 km/h) |
| 2     | Giuseppe Saronni | ITA  | gleiche Zeit            |
| 3     | Bernard Hinault  | FRA  | gleiche Zeit            |

### Männer (Amateure)
Straßeneinzelrennen über 187,6 km
| Platz | Athlet            | Land | Zeit      |
| ----- | ----------------- | ---- | --------- |
| 1     | Andrej Wedernikow | URS  | 4:47:05 h |
| 2     | Rudy Rogiers      | BEL  | unbekannt |
| 3     | Gilbert Glaus     | CHE  | + 48 s    |

Mannschaftszeitfahren über 100 km
| Platz | Land | Athleten                                                     | Zeit      |
| ----- | ---- | ------------------------------------------------------------ | --------- |
| 1     | DDR  | Falk Boden/Bernd Drogan/ Mario Kummer/Olaf Ludwig            | 1:59:16 h |
| 2     | URS  | Juri Kaschirin/Sergei Schelpakow/ Aleh Lohwin/Anatoli Jarkin | 2:02:06 h |
| 3     | CZE  | Milan Jurčo/Michal Klasa/ Alipi Kostadinov/Jiří Škoda        | 2:02:28 h |